# کامنیتسه ناد لیپوو
کامنیتسه ناد لیپوو (به چکی: Kamenice nad Lipou) یک منطقهٔ مسکونی و شهرستان دارای شهرک سابقاً روستا در جمهوری چک است که در ناحیه پلهریموو واقع شده‌است. کامنیتسه ناد لیپوو ۳٬۸۴۷ نفر جمعیت دارد.